# پسکل اودره
پسکل اودره (فرانسوی: Pascale Audret‎; ۱۲ اکتبر ۱۹۳۵ – ۱۷ ژوئیهٔ ۲۰۰۰) بازیگر تئاتر و بازیگر سینما زن اهل فرانسه بود.
از فیلم‌ها یا برنامه‌های تلویزیونی که وی در آن نقش داشته‌است می‌توان به شبح آزادی، لافایت، تفنگداران و کارگر بازنده است اشاره کرد.